# 杜希豪森
杜希豪森是德国巴登-符腾堡州的一个市镇。总面积8.99平方公里，总人口898人，其中男性472人，女性426人（2011年12月31日），人口密度100人/平方公里。